# Lena Olovsson
Lena Löfstedt, född Olovsson 31 juli 1955 i Västervik, är en före detta fotbollsspelare (målvakt) som blev Sveriges första kvinnliga fotbollssproffs 1975 när hon spelade i italienska Sisal ACF Piacenza. Innan dess så spelade hon som mittfältare i FK Växjö.